# Tegenpaus Christoforus
Christoforus was een tegenpaus van oktober 903 tot januari 904. Zijn legitimiteit is omstreden, maar hij is wel lange tijd opgenomen in de officiële lijst.
Christoforus werd paus door zijn voorganger, Leo V af te zetten. Leo werd gevangengenomen en zou korte tijd later zijn overleden. Na de dood van Leo werd Christoforus als zijn opvolger beschouwd. Andere bronnen spreken over een verkiezing terwijl Leo nog leefde.
In het begin van de tiende eeuw was het pausschap geen rustig bestaan. Rome was ook bepaald geen rustige stad. Corruptie was wijdverbreid, allianties golden zo lang partijen nog voordeel zagen, maar konden per dag worden opgezegd. Op zijn beurt werd Christoforus dan ook al na goed drie maanden verdreven door zijn opvolger, Sergius III (904–911), in januari 904.
Overigens is er vrijwel niets bekend over het leven van Christoforus. Naar verluidt zou hij gevangen zijn gezet in dezelfde gevangenis als Leo V, andere bronnen vertellen van een 'godsdienstig' leven na zijn pausschap als monnik.
Cursief: tegenpaus